# 马塞洛·特加利亚诺
马塞洛·特加利亚诺，是第二任威尼斯总督。一些学者认为，特加利亚诺曾是首任总督阿纳法斯托时期的军事长官。

## 引注
1. ↑  Norwich, p.13